# (5764) 1985 CS1
Az (5764) 1985 CS1 a Naprendszer kisbolygóövében található aszteroida. Henri Debehogne fedezte fel 1985. február 10-én.